# Lobbes
Lobbes – miejscowość i gmina (commune) w Belgii, w Regionie Walońskim, w prowincji Hainaut, w okręgu Thuin. 1 stycznia 2024 r. liczyła 5949 mieszkańców. Powierzchnia gminy wynosi 32,23 km², a jej gęstość zaludnienia wynosi 185 osób/km². Leży nad rzeką Sambrą.
W Lobbes znajduje się opactwo benedyktyńskie.

## Podział administracyjny
W skład gminy wchodzą trzy dzielnice (section):
- Bienne-lez-Happart
- Mont-Sainte-Geneviève
- Sars-la-Buissière